# ガリラヤ

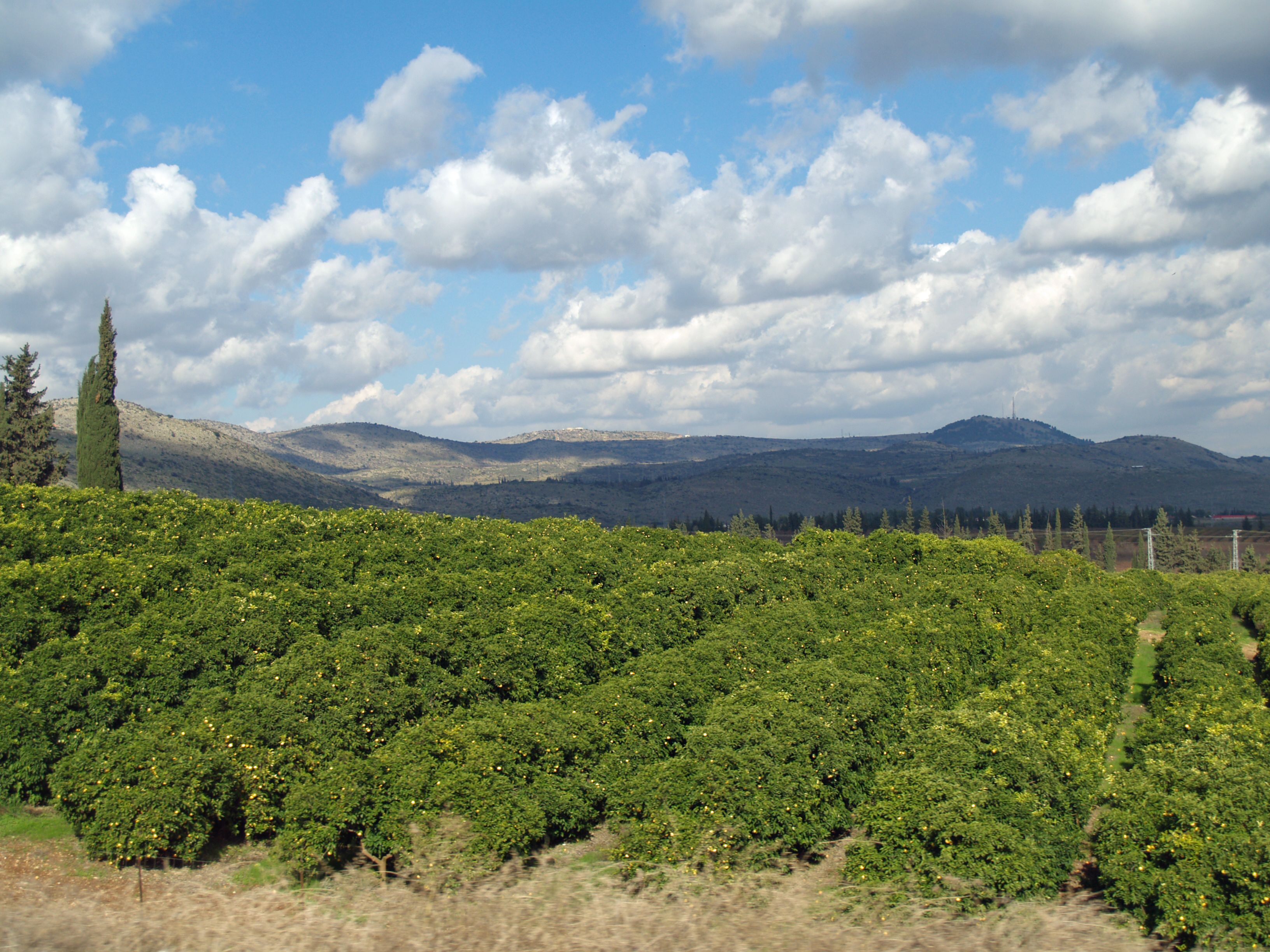
果樹園 上ガリラヤにて。

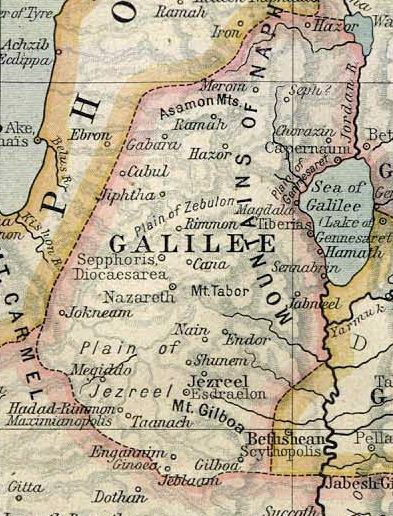
50年頃のガリラヤ

ガリラヤ（ヘブライ語：הגליל HaGalil、 アラビア語： الجليل al-Jalīl）はパレスティナの地名。
ガリラヤ湖を含む、現在のイスラエル北部の地域とヨルダンの一部を指す。
ガリラヤの名はヘブライ語ガーリール（周辺）に由来し、エルサレムを中心として発達したユダヤ教にとっては辺縁であった。
ナザレのイエスが宣教を始めた場所として聖書に記述される。
ルカによる福音書ではマリアが天使ガブリエルに受胎告知を受けたところ。
テル・レヘシュ遺跡などがある。
2006年から天理大学などの日本調査団がテル・レヘシュ遺跡（Tel Rekhesh）の調査を行っている。